# Indexierungsbreite
Indexierungsbreite bezeichnet die Anzahl der vergebenen Schlagwörter oder Deskriptoren zur Abdeckung des fachlichen Inhalts bei der Indexierung eines Dokuments.
Die DIN 31 623, Teil 1, Abschnitt 5 definiert Bewertungskriterien für Indexierungsergebnisse so (Zitate aus der Norm):
"Die Indexierungsbreite gibt bezogen auf den fachlichen Inhalt eines Dokuments den Grad der Erschließung an; sie kommt in erster Annäherung in der Anzahl der vergebenen Deskriptoren oder Notationen zum Ausdruck."
Die Indexierungsbreite gilt im Information Retrieval als Indikator für den zu erwartenden Recall bei einer Recherche. Mit zunehmender Indexierungsbreite steigt der Recall einer Recherche, während mit zunehmender Indexierungstiefe eine höhere Precision einer Recherche zu erwarten ist.

## Einzelnachweis
1. ↑   A-Step Automatische Inhaltserschliessung - Lernmodul der HAW Hamburg (Memento des Originals vom 23. Dezember 2011 im Internet Archive)  Info: Der Archivlink wurde automatisch eingesetzt und noch nicht geprüft. Bitte prüfe Original- und Archivlink gemäß Anleitung und entferne dann diesen Hinweis.